# Laeops
Laeops là một chi cá trong họ Bothidae thuộc bộ cá thân bẹt Pleuronectiformes được tìm thấy ở các vùng biển Ấn Độ Dương và Thái Bình Dương, chúng sống ở các vùng nước sâu trong vòng 12 hải lý. 

## Các loài
Hiện hành có 12 loài được ghi nhận trong chi này:
- Laeops clarus Fowler, 1934 (Clear fin-base flounder)
- Laeops cypho Fowler, 1934
- Laeops gracilis Fowler, 1934 (Philippine slender flounder)
- Laeops guentheri Alcock, 1890 (Günther's flounder)
- Laeops kitaharae (H. M. Smith & T. E. B. Pope, 1906)
- Laeops macrophthalmus (Alcock, 1889)
- Laeops natalensis Norman, 1931 (Khaki flounder)
- Laeops nigrescens Lloyd, 1907
- Laeops nigromaculatus von Bonde, 1922 (Blackspotted flounder)
- Laeops parviceps Günther, 1880 (Small headed flounder)
- Laeops pectoralis (von Bonde, 1922) (Longarm flounder)
- Laeops tungkongensis J. S. T. F. Chen & H. T. C. Weng, 1965